# Каратак
Каратак (на латински: Caratacus; † 51 г.) е крал в Британия.

## Произход и управление
Каратак е син на Кунобелин, могъщ крал на предримска Британия, със столица Камулодунум (днес Колчестър). Когато Кунобелин умира през 40 г., синовете му Каратак и Тогодумн са значителни крале на Южна Британия. Те се бият против дошлите римски войски на Авъл Плавций
През 51 г. Каратак се появява като княз на силурите в борбата срещу Рим в битка южно от Oswestry. През 51 г. жената и дъщерята на Каратак попадат в ръцете на римляните, братята му капитулират. Каратак бяга на север при кралицата на бригантите, Картимандуа, която обаче го предава на римляните, окован във вериги.
Каратак и фамилията му вземат участие като плячка в триумфалното шествие на Клавдий в Рим. Клавдий опрощава Каратак и фамилията му. По-нататъшният му живот е неизвестен.